# Европейская (посёлок железнодорожной станции)
Европейская — посёлок при железнодорожной станции в межселенной территории Горнозаводского района Пермского края России.

## География
Посёлок расположен труднодоступной горной, таёжной местности вблизи реки Тискос в горах Срединного хребта Урала, находится на самом крайнем востоке Пермского края, примерно в 4 км от границы со Свердловской областью, к северо-востоку от города Горнозаводск и ближайшего большого населённого пункта пгт. Тёплая Гора.

## История
Посёлок основан во время строительства Горнозаводской железной дороги во второй половине XIX века как перевалочный пункт вместе с посёлками Усть-Тискос, Хребет-Уральский, Азиатская и Чекмень.

## Население
| 2010 |
| ---- |
| 25   |

## Инфраструктура
Объектов инфраструктуры и промышленных предприятий в посёлке нет. Путевое хозяйство. Ближайшие больница, школа и магазин — в ПГТ. Тёплая Гора и посёлке Азиатская. Добраться до посёлка можно по железной дороге либо частным автотранспортом из города Кушвы или ПГТ. Баранчинского (Свердловская область). Прямого дорожного сообщения с остальной частью Пермского края нет: дороги разбиты и заросли лесом, поэтому доступны только для вездехода либо грузовика повышенной проходимости. В посёлке действует железнодорожная станция Европейская.

## Топографические карты
- Лист карты O-40-59 Тёплая  Гора. Масштаб: 1 : 100 000. Издание 1984 г.